# Triple saut masculin à la Ligue de diamant 2010
Navigation
2011
Le concours du triple saut masculin de la Ligue de Diamant 2010 s'est déroulé du 14 mai au 27 août 2010. La compétition fait successivement étape à Doha, New York, Gateshead, Paris, Stockholm et Londres, la finale se déroulant à Bruxelles. L'épreuve est remportée par le Français Teddy Tamgho qui s'impose notamment lors de trois meetings, dont la finale.

## Calendrier
| Date            | Meeting                         | Ville     | Pays        |
| --------------- | ------------------------------- | --------- | ----------- |
| 14 mai 2010     | Qatar Athletic Super Grand Prix | Doha      | Qatar       |
| 12 juin 2010    | Meeting de New York             | New York  | États-Unis  |
| 10 juillet 2010 | Meeting de Gateshead            | Gateshead | Royaume-Uni |
| 16 juillet 2010 | Meeting Areva                   | Paris     | France      |
| 6 août 2010     | DN Galan                        | Stockholm | Suède       |
| 13 août 2010    | Aviva London Grand Prix         | Londres   | Royaume-Uni |
| 27 août 2010    | Mémorial Van Damme              | Bruxelles | Belgique    |

## Faits marquants
Alexis Copello, auteur de la meilleure performance mondiale de l'année en plein air avec 17,62 m, remporte à Doha le premier meeting de l'année avec 17,47 m. Deux autres Cubains, Arnie David Girat et Yoandris Betanzos, complètent le podium. Le 12 juin, lors de la réunion de New-York, le Français Teddy Tamgho remporte l'épreuve en réalisant la meilleure performance mondiale de l'année avec 17,98 m. Le détenteur de la meilleure performance planétaire en salle établit un nouveau record de France et signe le sixième meilleur saut en plein air de tous les temps. Il devance finalement le Suédois Christian Olsson et le Britannique Phillips Idowu. Blessé aux tendons, le Français ne participe pas aux meetings suivants à Gateshead et Paris où la victoire revient respectivement à Phillips Idowu (17,38 m) et Arnie David Girat (17,49 m, meilleure marque de sa saison).
Battu par Idowu lors des Championnats d'Europe de Barcelone, Teddy Tamgho s'impose lors de son meeting de rentrée, au DN Galan de Stockholm, avec la marque de 17,36 m, devançant de quatre centimètres Christian Olsson. Le Suédois se rapproche de la tête du classement général en remportant le meeting suivant, l'Aviva London Grand Prix, devant Tamgho et Copello, établissant à cette occasion sa meilleure marque de la saison avec 17,41 m à sa troisième tentative. Le 27 août, au meeting Mémorial Van Damme de Bruxelles, Teddy Tamgho remporte le concours avec la marque de 17,52 m devant Copello et Olsson. Il termine en tête du classement général de la Ligue de diamant 2010 avec 18 points.

## Résultats
| Date | Meeting   | 1er                            | 1er   | 2e                            | 2e    | 3e                        | 3e    |
| --- | --------- | ------------------------------ | ----- | ----------------------------- | ----- | ------------------------- | ----- |
| 14 mai 2010 | Doha      | Alexis Copello 17,47 m (WL)    | 4 pts | Arnie David Girat 17,29 m     | 2 pts | Yoandris Betanzos 17,22 m | 1 pt  |
| 12 juin 2010 | New York  | Teddy Tamgho 17,98 m (WL, NR)  | 4 pts | Christian Olsson 17,62 m      | 2 pts | Phillips Idowu 17,31 m    | 1 pt  |
| 10 juillet 2010 | Gateshead | Phillips Idowu 17,38 m         | 4 pts | Randy Lewis 17,29 m (SB)      | 2 pts | Alexis Copello 17,09 m    | 1 pt  |
| 16 juillet 2010 | Paris     | Arnie David Girat 17,49 m (SB) | 4 pts | Alexis Copello 17,45 m        | 2 pts | Viktor Kuznyetsov 17,21 m | 1 pt  |
| 6 août 2010 | Stockholm | Teddy Tamgho 17,36 m           | 4 pts | Christian Olsson 17,32 m (SB) | 2 pts | Alexis Copello 17,22 m    | 1 pt  |
| 13 août 2010 | Londres   | Christian Olsson 17,41 m (SB)  | 4 pts | Teddy Tamgho 17,12 m          | 2 pts | Alexis Copello 17,02 m    | 1 pt  |
| 27 août 2010 | Bruxelles | Teddy Tamgho 17,52 m           | 8 pts | Alexis Copello 17,47 m        | 4 pts | Christian Olsson 17,35 m  | 2 pts |
| Records et Performances - AR : Record continental (area record) - CR : Record des championnats (championship record) - MR : Record du meeting (meet record) - NR : Record national (national record) - OR : Record olympique (olympic record) - PR : Record paralympique (paralympic record) - PB : Record personnel (personal best) - SB : Meilleure performance personnelle de la saison (season's best) - WL : Meilleure performance mondiale de l'année (world leader) - WJR : Record du monde junior (world junior record) - WR : Record du monde (world record) Circonstances et Conditions - DNF : N'a pas terminé (did not finish) - DNS : N'a pas pris le départ (did not start) - DQ : Disqualification (disqualification) - NM : Aucun essai valable enregistré (No Mark) - Q : Qualifié « directement » au prochain tour (ou à la prochaine compétition), lors d'une compétition majeure, grâce au classement ou à la réalisation des minima (automatic qualifier) - q : Qualifié au prochain tour (ou à la prochaine compétition), lors d'une compétition majeure, grâce au repêchage ou à la réalisation de l'une des meilleures performances parmi celles des « non qualifiés directement » (grâce au meilleur temps ou à la meilleure distance par exemple) (secondary qualifier) |           |                                |       |                               |       |                           |       |

## Classement général
| Rang | Athlète                             | Points |
| ---- | ----------------------------------- | ------ |
| 1    | Teddy Tamgho                        | 18     |
| 2    | Alexis Copello                      | 13     |
| 3    | Christian Olsson                    | 10     |
| 4    | Arnie David Girat                   | 6      |
| 5    | Phillips Idowu                      | 5      |
| 6    | Randy Lewis                         | 2      |
| 7    | Yoandris Betanzos Viktor Kuznyetsov | 1      |